# Відносини Франція — НАТО
Датою початку відносин між Францією і НАТО вважається 4 квітня 1949 року, коли Франція і ще 11 держав у Вашингтоні підписали базову міжнародну угоду, головним принципом якої стала спільна організована дія всіх членів Північноатлантичного альянсу у відповідь на атаку з боку зовнішньої сторони.
Складних взаємовідносин між Францією і НАТО заклав тодішній Президент Франції Шарль де Голль, який, не заперечуючи значущості Північноатлантичного альянсу, виступав за реорганізацію Альянсу з метою обмеження домінування в ньому американців з одночасним посиленням французьких позицій. Думки французької сторони не були почуті і враховані керівництвом НАТО, а тому образа Франції на військову структуру стала ще більшою. Французький уряд послідовно дорікав, що командування силами НАТО постійно переходить «від рук» Великої Британії «до рук» США і навпаки. Французький вплив на структуру вгасав, і, як наслідок, у лютому 1966 року генерал Шарль де Голль заявив, що враховуючи зміну світового порядку, його країна виходить з Альянсу. З цього моменту стосунки між Альянсом і Францією були доволі напруженими. Лише у 2009 році після 42-річної перерви Франція повернулася до лав військового союзу і ця подія ознаменувала новий виток розвитку у відносинах між Францією і країнами-учасницями Організації Північноатлантичного договору.

## Історія відносин Франції і НАТО

### 1950-1970-ті роки
У 50-х роках ХХ століття з приходом до влади генерала Шарля де Голля між Францією і союзними державами-членами Альянсу назріла політична криза. У 1958 році Франція вирішила запропонувати своє бачення і подальший розвиток складних взаємин, яке було конкретизовано в письмовому меморандумі і направлене 17 вересня 1958 року Президентом Франції Президенту Сполучених Штатів Америки Дуайту Ейзенхауеру, а також прем'єр-міністру Великої Британії Гарольду Макміллану. У цьому меморандумі Шарль де Голль закликав до створення спільного разом із США і Великою Британією тріумвірату для керівництва Альянсом і попросив надати Франції допомогу в створенні ядерної зброї. Незабаром де Голль отримав рішучу відмову, і довго не вагаючись, запропонував французькому уряду підготувати рішення про поступовий вихід Франції з військової організації. Наслідком цього рішення стало переведення всієї американської авіації (близько 200 винищувачів-бомбардувальників) з території Франції до Великої Британії і Західної Німеччини.
Згодом генерал де Голль видав указ, який забороняв інтегрувати протиповітряну оборону Франції у систему Північноатлантичного альянсу, а також наказав вивести увесь французький середземноморський флот із-під контролю Альянсу. А Сполученим Штатам пригрозив, якщо ті будуть розташовувати американську ядерну зброю та системи запуску на території Франції.
На початку 1966 року французька влада оголосила про остаточний вихід із військової структури НАТО і заявила, що всі об'єкти Альянсу, а також об'єкти союзних військ Центральної Європи повинні залишити територію Франції якнайшвидше, але не пізніше квітня 1967 року.
Незабарившись, Північноатлантична рада ухвалила рішення щодо переведення всіх стратегічних об'єктів з Франції в інше місце. Допомогу миттєво запропонувала Бельгія. У вересні цього ж року 14 країн-членів Комітету оборонного планування вирішили, що штаб Верховного головнокомандувача об'єднаними збройними силами НАТО в Європі буде перенесено з Парижа до містечка Касто поблизу Монса (Бельгія). На будівництво нового приміщення для штабу було відведено вкрай мало часу, проте будівництво було завершено у визначений термін і 31 березня 1967 року відбулась офіційна церемонія відкриття штабу.
Залишалась невирішеною проблема розміщення штаб-квартири Альянсу. Велись дискусії щодо переміщення штаб-квартири з Парижа до Рима, Амстердама або Лондона, але після довгих суперечок між країнами, які бажали залишити штаб-квартиру Альянсу в Парижі, й тими, хто підтримував ідею її переміщення, 26 жовтня 1966 року було ухвалено рішення розташувати штаб-квартиру в Брюсселі.

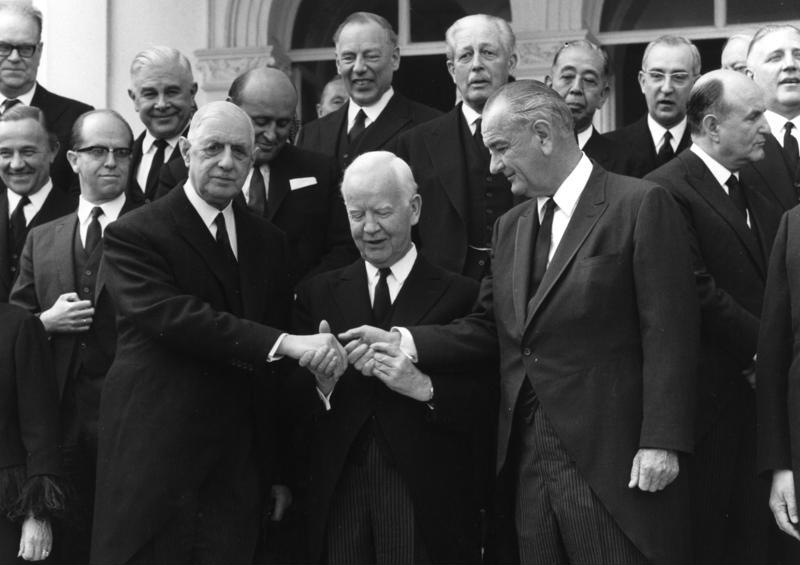
Гайнріх Любке (в центрі) на похоронах Конрада Аденауера намагається примирити генерала де Голля (ліворуч) і Ліндона Джонсона (праворуч)

У березні 1966 року генерал де Голль надіслав листа Президенту США Ліндону Джонсону, в якому виклав стурбованість щодо повільного виведення усього контингенту з території Французької Республіки, який несе загрозу для суверенітету країни через його присутність. 23 березня 1966 року Ліндон Джонсон надав генералові де Голлю вичерпну відповідь, намагаючись спростувати його аргументи щодо загрози безпеки. Він писав:
|  | Мене вкрай приголомшує це, адже ці сили перебувають там на запрошення Франції, згідно зі спільним планом допомоги і гарантії безпеки Франції та її союзників... |

Проте рішення де Голля залишилося незміннім. Увесь французький персонал в об'єднаному командуванні був відкликаний. Верховне головнокомандування об'єднаними збройними силами НАТО в Європі та інші стратегічно важливі установи Альянсу були повністю виведені з французької території до 1 квітня 1967 року.
Паралельно з переміщенням усіх об'єктів Альянсу вирішувалося і питання виведення американських військ з Франції, на якому наполягав генерал де Голль. Президент США Ліндон Джонсон висловив згоду Держдепартаменту, який ураховуючи небезпечний момент, заявив, що це потрібно зробити якомога швидше. Міністр оборони США Роберт Стрейндж Макнамара запевнив президента, що 90 % персоналу буде виведено до 1 квітня 1967 року, як того і вимагає Франція, а решта — до середини літа. Усього військові перемістили 800 тисяч тонн військових матеріалів і демонтували всі повітряні бази.
Стосунки між Францією і НАТО були повністю підірвані і потеплішали лише з приходом до влади нового Президента Франції Жоржа Помпіду.

### 1970-1990-ті роки
Принципи, на яких будувалися ранні взаємини Франції та НАТО були знову підтверджені новим Президентом Франції, який змінив генерала де Голля, Жоржом Помпіду (1969—1974). Під час свого дводенного візиту до Сполучених Штатів у лютому 1970 році президент заявив, що стосунки між країнами-учасницями Альянсу вільні. У 1972 році за президенство Помпіду було прийнято документ під назвою «Біла книга з питань оборони Франції», який закріпив створення нового союзу між Францією і НАТО. Але з приходом до влади Жискара д'Естена у 1974 році стосунки між Францією і НАТО знову ускладнилися. Упродовж свого президентського терміну Жискар д'Естен слідував політиці де Голля у стосунках з Альянсом. В кінці 70-х він неодноразово заявляв про повну підтримку прийнятого Шарлем де Голлем рішення стосовно виходу Франції з військового блоку, яке є незворотним і обговоренню не підлягає.
За часів 21-го Президента Французької Республіки Франсуа Міттерана (1981—1995) політика Франції щодо Альянсу відрізнялася суперечливістю, яка була пов'язана як із особистістю президента, так і зі змінами у міжнародних відносинах, у яких Франція прагнула зайняти відповідне місце.
Новітню роль у франко-натовських відносинах відіграли кардинальні зміни у внутрішній і зовнішній політиці світу, зокрема Радянського Союзу, де до влади у 1985 році прийшов Михайло Горбачов. Розпад СРСР і завершення «холодної війни» внесли корективи у стосунках Франції і НАТО. Ці зміни вимагали перегляду місця і ролі країни у Північноатлантичному альянсі. Керівництво Франції негайно активізувало і розширило контакти з Альянсом, зробивши їх більш тісними у порівнянні з попередніми роками.
Ініціативу щодо якісно нових змін у стосунках між Альянсом і Францією взяв на себе президент Жак Ширак. У 1995—1997 роках він заявив про готовність нормалізувати становище Франції в Альянсі. Французька сторона запропонувала почати поступове зближення своєї країни з НАТО, щоб з часом інтегруватися в єдине військове командування.
З 1991 року Франція долучилась до спільних військових дій під егідою Альянсу. У 1999 році вона активно включилась в операції НАТО проти колишньої Югославії. Вона прагнула зайняти провідне положення серед тих європейських країн, які брали у них участь, сподіваючись зміцнити свій вплив як у НАТО, так і в ЄС. І хоч внесок Франції в цих операціях був замалим, у порівнянні внеском США, проте він був значно більшим, ніж будь-якої іншої країни Альянсу.

### 2000-ні роки

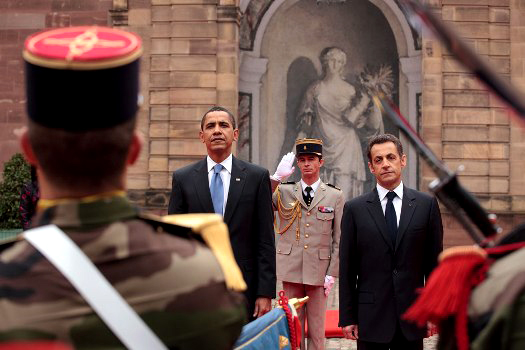
Президент Франції Ніколя Саркозі і Президент США Барак Обама на Страсбурзькому саміті НАТО (квітень 2009 р.)

Про можливу інтеграцію Франції, а також можливе повернення її до структури Альянсу заговорили при президенті Ніколя Саркозі. 11 вересня 2007 року міністр оборони Ерве Моран зробив офіційну заяву про вивчення інтеграції Франції в єдине військове командування НАТО. А незадовго до цього сенатська комісія у закордонних справах підготувала доповідь про розвиток НАТО, яка була наочним свідченням еволюції ставлення до Альянсу французьких правлячих кіл. У доповіді Франції пропонувалося прояснити роль, яку вона збирається відігравати у майбутньому в НАТО, і подивитися на своє бажання посилити європейську політику безпеки і оборони більш реалістично, з урахуванням того, що думають інші партнери про значення НАТО для їх власної безпеки.
Суттєвим кроком, який наблизив Францію до НАТО, стала прийнята нова у 2008 році «Біла книга з питань оборони і національної безпеки», яка містила доповнення. Зокрема, додався новий параграф «Відновлення відносин Франції з НАТО». У цьому ж документі наголошувалося, що з того часу, як генерал де Голль ухвалив рішення про вихід Франції з інтегрованої військової структури НАТО, у міжнародних відносинах відбулися кардинальні зміни, еволюціонував і сам Альянс, а Франція бере участь у нових місіях НАТО.
У березні 2009 року під час паризького симпозіуму «Європейська безпека у XXI столітті» Ніколя Саркозі зазначив, що зближення з НАТО зміцнює національну незалежність Франції, а відсторонення від Альянсу її обмежує, як обмежує і можливості із ведення операцій. Він нагадав, що у 1993 році за часів президента Франсуа Міттерана, Франція знову почала брати участь у роботі Військового комітету НАТО, а у 1996 році за часів президента Жака Ширака, запрацювала в ньому як повноправний член.
3 квітня 2009 року під час Страсбурзького саміту Саркозі офіційно заявив про повернення Франції до НАТО.

### Сучасний стан
Франсуа Олланд, що був обраним новим президентом Франції, як під час президентської кампанії, так і після неї утримувався від заяв щодо можливого скасування рішення Ніколя Саркозі. Але у 2012 році він доручив профільному міністерству оцінити недоліки і переваги, які отримує Франція від повторної інтеграції в трансатлантичну систему. 14 листопада 2012 року була опублікована доповідь Юберна Ведріна, в якій було зазначено:
|  | Хоча генерал Шарль де Голль і був правий у 1966 році, відтоді світ сильно змінився. Сполучені Штати зараз вже не ті, що раніше, і це особливо помітно після переобрання Барака Обами...Повторний вихід Франції з Альянсу більше не варіант. Франція нічого не виграє від такого кроку. І вже точно не зможе сильніше впливати на своїх європейських партнерів, щоб ті взяли на себе більшу відповідальність у вирішенні найважливіших стратегічних завдань. |

Франсуа Олланд підтримав висновки доповіді.
На сьогоднішній день Франція повноцінно бере участь в усіх військових структурах Альянсу, та майже в усіх програмах, операціях, місіях і навчаннях, які проводяться під егідою НАТО, окрім Групи ядерного планування НАТО, відстоюючи незалежність французьких ядерних сил, що закріплена у «Білій книзі з питань оборони і національної безпеки», а також продовжуючи політику незалежності, започатковану президентом де Голлем.